# Memento Mori (musikalbum med DarkSun)
Memento Mori är ett studioalbum med det spanska progressiva power metal-bandet DarkSun. Albumet utgavs 2012 av skivbolaget FC Metal.

## Låtlista
1. "Memento Mori" – 0:59
2. "Rompe el hechizo" – 4:19
3. "Surcando el tiempo" – 4:55
4. "La última esperanza" – 4:17
5. "De metal" – 3:37
6. "El templo de los horrores" – 4:02
7. "Mil vidas" – 3:56
8. "De hielo y fuego" – 5:36
9. "Nacido de la oscuridad" – 3:42
10. "Dame una señal"

Bonusspår på digipak-utgåvan
(Spåret "Dame una señal" fattas på digipak-utgåvan)
1. "Escrito Con Sangre" – 4:03
2. "Dentro de Tí" (med Manuel Ramil) – 4:13
3. "Fragile" (med Ralf Scheepers) – 4:09
4. "Broken Dreams" (med Peavy Wagner) – 4:10

## Medverkande
Musiker (DarkSun-medlemmar)
- Tino Hevia – gitarr
- Adrián Huelga – basgitarr
- Miguel Pérez Martín – trummor
- Daniel G. (Daniel González Suárez) – sång, gitarr
- David Figueiras – gitarr

Bidragande musiker
- Ralf Scheepers – sång
- Peter "Peavy" Wagner – sång

Produktion
- Dani G. (Daniel González Suárez) – producent, ljudtekniker, ljudmix, mastering
- Daniel Alonso – omslagskonst